# تشيستر رونينج
تشيستر ألفين رونينج (13 ديسمبر 1894 - 31 ديسمبر 1984)، هو دبلوماسي وسياسي كندي.
ولد رونينج في منطقة فانتشينغ الصينية، ابن النرويجية الأمريكية اللوثرية المبشرين، وتخرج من جامعة ألبرتا في عام 1916.

## روابط خارجية
- Radford، Tom (1980). "China Mission: The Chester Ronning Story". Documentary film. National Film Board of Canada. مؤرشف من الأصل في 2020-08-05. اطلع عليه بتاريخ 2009-04-23.
- "Ronning Centre for the Study of Religion & Public Life". مؤرشف من الأصل في 2020-05-28. اطلع عليه بتاريخ 2018-04-04.